# Malakai Fekitoa
Malakai Fonokalafi Fekitoa (Haʻapai, 10 maggio 1992) è un rugbista a 15 neozelandese d'origine tongana, tre quarti centro del Benetton, campione del mondo 2015 con gli All Blacks.
Dal 2022 è internazionale per Tonga

## Biografia
Nato e cresciuto ad Haʻapai (Tonga) con altri 13 fratelli, a 17 anni durante una visita in Nuova Zelanda ottenne una borsa di studio ad Auckland pur non parlando inglese; nel 2012 debuttò per la provincia di Auckland nel National Provincial Championship contro Hawke's Bay, e nel 2013 fu aggregato alla franchise dei Blues, anche se non fu mai impiegato in Super Rugby; nella stagione successiva fu agli Highlanders.
Debuttò negli All Blacks contro l'Inghilterra nel giugno 2014 nel corso del tour dei britannici in Nuova Zelanda, e un anno più tardi si aggiudicò il Super Rugby 2015 con gli Highlanders.
Convocato per la Coppa del Mondo di rugby 2015 in Inghilterra, si è laureato campione del mondo e a livello personale è sceso in campo in due incontri della fase a gironi del torneo.

## Palmarès
- Coppe del mondo: 1
Nuova Zelanda: 2015
- Super Rugby: 1
Highlanders: 2015
- United Rugby Championship: 1
Munster: 2022-23